# Nelsonia neotomodon
Nelsonia neotomodon é uma espécie de roedor da família Cricetidae.
Apenas pode ser encontrada no México.